# Туапсе (река)
Туапсе (ранее также Туабсе или Тхапсе) — река в Туапсинском районе Краснодарского края России, впадает в Чёрное море. Длина реки — 19 км (с рекой Чилипси — 35 км), площадь водосборного бассейна — 352 км².

## Гидрография
Река формируется слиянием рек Чилипси и Пшенахо и течёт на юго-запад до города Туапсе. Крупнейший левый приток река Пшенахо, которая впадает в реку около населённого пункта Георгиевское. Бассейн реки расположен в области полувлажных субтропиков: среднегодовое количество осадков здесь колеблется в пределах от 1300 до 1400 мм, что является причиной частых паводков, практически в любое время года, кроме августа-октября.
Основные притоки: Чилипси, Цыпка (правые) и Пшенахо, Алепси (левые).

## Паводковый режим
По данным исследования российский учёных, проведённого в 2016 году на основе многолетних (1980—2016) наблюдений, бассейн реки Туапсе является самым селеопасным из всех рек черноморского побережья России. В ходе паводков в среднем течении реки зафиксирован подъём уровня воды на 8 м и более, в нижнем — на 6—8 м. В двух населённых пунктах долины реки в ходе паводковых событий неоднократно фиксировались многочисленные человеческие жертвы.

## Населённые пункты в долине реки
- Туапсе
- Малое Псеушко
- Георгиевское
- Анастасиевка
- Кривенковская
- Индюк
- Кирпичный
- Цыпка
- Мессажай